# Alberto Gozzi
Alberto Gozzi (Bologna, 30 marzo 1943) è un drammaturgo e scrittore italiano attivo nell'ambito della Neoavanguardia italiana, autore di svariate opere teatrali e sceneggiature per la radio.
È fratello di un altro drammaturgo, Luigi Gozzi.

## Biografia e teatro
Formatosi alla scuola di estetica di Luciano Anceschi a Bologna, collabora a Il Verri e alle riviste letterarie dei primi anni sessanta: Grammatica, Malebolge, Periodo Ipotetico. Partecipa, giovanissimo, ai primi lavori del Gruppo 63 a Palermo, nel corso dei quali viene rappresentato alla sala Scarlatti il suo atto unico Mister Corallo XIII, in uno spettacolo che comprendeva altri brevi testi dei componenti del gruppo (Sanguineti, Balestrini, Pagliarani, Giuliani, ecc.). Svolge un'intensa attività sperimentale, a Bologna, insieme al fratello Luigi, con una particolare attenzione alla libera rielaborazione del repertorio classico L'anitra selvatica di Ibsen, dall'omonima opera) e di testi letterari (L'altro mondo, di Cyrano de Bergerac e I canti di Maldoror di Lautréamont). Si trasferisce nei primi anni sessanta a Torino, dove lavora presso la casa editrice Einaudi e scrive le sue prime sceneggiature televisive per la RAI.
Negli anni settanta collabora  con Carlo Quartucci al progetto Camion, dando vita a una drammaturgia che si colloca fra il teatro di racconto (Il romanzo di Camion) e la riscrittura scenica di grandi opere (Nora Helmer in tournée, da Ibsen, e Robinson Crusoe, da Defoe).
Nel 1975 porta al Festival dei due Mondi di Spoleto Felina, uno spettacolo cine-teatrale.
Nel 1989 mette in scena per il Teatro Stabile dell'Aquila Casa Mozart, che in seguito rielabora per Rai3.
Nei primi anni ottanta è drammaturgo presso il Teatro Stabile dell'Aquila, dove produce, fra l'altro, Questa sera da Tosti, una commedia musicale che fonde dialogo e romanze, e Rocambole (con Dante Guardamagna), primo esempio di teatro "a puntate", che nasce dai feuilleton di Ponson du Terrail ma con un occhio rivolto ai serial televisivi.
Collabora con il Gruppo della Rocca con una commedia tratta da un romanzo dell'abate Chiari, La francese in Italia, e tenendo numerosi seminari sulla scrittura teatrale e radiofonica.
Nel febbraio 2010 cura la drammaturgia e la regia di Radiodrama show, un trittico di spettacoli prodotto dal Teatro Piemonte Europa.
Alla fine degli anni Novanta fonda una piccola casa editrice, Portofranco, che pubblica autori noti (Michele Mari, Antonio Moresco, Marosia Castaldi, Danilo Maramotti) accanto a scrittori esordienti.
Ha insegnato Linguaggio radiofonico presso l'Università di Torino (Scienze delle comunicazioni) .
Dal 2014 al 2017 ha collaborato col Teatro Piemonte Europa come autore e regista, mettendo in scena libere riscritture da Tournier (Tristan Vox), Pirandello (Il pipistrello), Schnitzler (Il ritorno di Casanova), Defoe (Robinson Crusoe), Villiers de L'Isle Adam (Eva Futura), Fellini (Radiofellini), Savinio (Maison Savinio), Céline (Céline sul métro), nonché un suo testo originale, Occhi di tonno.

## Il lavoro televisivo e radiofonico
Dopo alcuni anni di sceneggiatura televisiva, durante i quali realizza, fra l'altro, Eva futura, dal visionario romanzo di Villiers de l'Isle-Adam, dal 1974 lavora per Radiorai (per la quale aveva in precedenza ideato programmi per i giovanissimi come La fiaba delle fiabe del 1973) come autore di romanzi a puntate di ampio respiro (Cervo Bianco, Blu Romantic, Best seller), di radiodrammi destinati al Prix Italia (Il sentiero della lucertola, Radiostrip), e di carattere sperimentale (Rosa Fumetto, Carnaval, ispirato all'opera pianistica di Schumann). La sua esperienza radiofonica si completa con la regia e la conduzione di numerose trasmissioni di carattere divulgativo, articolate fra il racconto e il teatro degli attori.

## Opere
- Mister Corallo XIII, in Il gruppo 63, Feltrinelli, Milano, 1964
- Box (che raccoglie due testi teatrali, Felina e Casa Mozart), Marsilio, Venezia, 1973
- Rosa Fumetto, Einaudi, Torino, 1976
- Cervo Bianco, Lupetti-Manni, Milano, 1996
- Mosquitos, Portofranco, Torino, 1998
- Best seller, Lupetti-Eri, Torino, Milano, 2000
- Le scimmie di mare, romanzo, Transeuropa, 2023